# San Agustín (El Salvador)
San Agustín es un distrito del municipio de Usulután Oeste que pertenece al departamento de Usulután limitado al norte y noreste, por el distrito de Berlín; al este por los distrito de San Francisco Javier y Berlín; al sur este, por el distrito de San Francisco Javier; al sur y sur oeste por el distrito de Jiquilisco; al oeste por los distritos de Jiquilisco, San Vicente y Tecoluca y al noroeste por el distrito de Berlín. El área del distrito es de 103.44 km². La cabecera del distrito es la ciudad de San Agustín situado a 290 m s. n. m., a 29 km al noroeste de la ciudad de Usulután entre las coordenadas geográficas centrales 13° 25´ 58´´ LN y 88° 35´ 48´´ LWG.
Entre los elementos físicos naturales más cercano al núcleo urbano son la quebrada Cantil y el Río El Pueblo, este núcleo se asienta en una pequeña planicie entre estos dos accidentes orográficos.

## Toponimia
Su nombre honra a Agustín de Hipona, santo de la iglesia católica.
- Datos: Q1154943
- Multimedia: San Agustín, El Salvador / Q1154943